# Andreas Bruzelius (1788–1851)
Andreas Bruzelius, född den den 25 december 1788 i Tommarps socken, Malmöhus län, död den 18 mars 1851 i Vrams socken, Kristianstads län, var en svensk präst. Han var bror till Magnus och Arvid Sture Bruzelius samt far till Andreas Bruzelius.
Bruzelius blev student vid Lunds universitet 1806 och promoverades till filosofie magister 1811. Han prästvigdes för Lunds stift sistnämnda år och blev vice kollega vid Lunds skola 1814. Bruzelius blev kyrkoherde i Ottarps församling 1816 och prost honoris causa 1828. Han erhöll transport till kyrkoherdetjänsten i Vrams och Bjuvs församlingar 1838 med tillträde 1841.